# Шахматы жизни
«Шахматы жизни» — российская мелодрама 1916 года. Премьера состоялась 5 ноября 1916 года. Фильм не сохранился после Великой Отечественной войны.

## В ролях
- Вера Холодная — Инна, дама полусвета
- Иван Перестиани — барон Керинг
- Николай Церетели — Марк Руднецкий
- Нонна Лещинская — Маргарита, его жена.

## Сюжет
Фильм о нравственном перерождении падшей женщины под влиянием чистого и искреннего чувства любви. Поставлен по роману Анны Мар «Шах и мат». Сценарий опубликован в журнале «Пегас» (1916, № 9–10). Сюжет описан в журнале Сине-фоно (1916, № 19–20).

Дама полусвета Инна Чернецкая скупает векселя разорившегося Рудницкого, в которого она влюблена, совершая при этом и жертву, продав свою мебель. <...> Рудницкий, узнав о самоотверженности Инны Чернецкой, женится на ней.

Барон Керинг Знакомит своего друга Рудницкого с красавицей Инной Чернецкой, «дамой полусвета». Рудницкий производит на Инну сильное впечатление. Ей хочется покорить его, но это не удаётся.
Финансовые дела Рудницкого в плачевном состоянии. Узнав о этом от Керинга, Инна идёт к банкиру и пытается выкупить вексели Рудницкого. Она тратит все деньги и продаёт мебель и драгоценности. Потеряв всё состояние, Инна устраивается гувернанткой в дом замужней сестры Рудницкого. Здесь она встречается с Рудницким, тот открывает сестре прошлое Инны, и она лишается работы.
Инна идёт к Керингу и рассказывает ему о векселях, попытке начать новую жизнь, о нанесённом Рудницким оскорблении. Керинг болен, Инна остаётся у него, чтобы ухаживать за ним. У Керинга она вновь встречается с Рудницким, который успел жениться на женщине, которая вскоре нашла любовника. Жена изменяет Рудницкому и между ними происходит разрыв.
Узнав от умирающего Керинга о поступке Инны, Рудницкий умоляет её простить его и начать с ним новую жизнь.

## Критика
С момента выхода на экран фильм получил положительные рецензии кинокритиков . Отмечалось, что история перерождения героини «очень искусно рассказана на экране».

Наряду с возрождением падшей мы видим, наоборот, нравственное падение тех, кто себя считает чистым и непогрешимым: герой пьесы, гордо отвергнувший любовь «падшей», спасён и блаженствует лишь благодаря самопожертвованию последней; жена героя, образец «благонравия», в действительности повинна в самом пошлом адюльтере. Так последние становятся первыми, а первые — последними. Картина разыграна хорошо дружным ансамблем. Постановку Уральского необходимо отметить. Его павильоны уютны и интимны и тесно слиты с переживаниями своих обитателей: уголки будуара «падшей» проникнуты чувственной негой, кабинет Перестиани характерен своей «простой» изысканностью и т. д..
— "Проектор", 1916, №22, стр. 13
Историк кино Вениамин Вишневский отмечал этот фильм как «интересную реалистическую драму» . В изданных в 1960 г. материалах «Из истории кино» указано, что в 1916 году «с большим художественным и коммерческим успехом прошли наиболее интересные по режиссёрской и актёрской работе „Шахматы жизни“...»  .
Киновед  Ирина Гращенкова упоминала этот фильм в числе лучших произведений российской дореволюционной кинематографии:

«Дети века», «Уход великого старца», «Немые свидетели», «Набат», «Шахматы жизни» — всё оригинальные названия, моделирующие мир фильма, выражающие авторское «вижу». Их по аналогии с литературой можно назвать заглавиями. И так озаглавлены лучшие отечественные кинодрамы 1914–1917 годов .
— Гращенкова И.Н. Кино Серебряного века, 2005,  стр. 74
И. Гращенкова также отмечала, что данная роль не была характерна для главной звезды русского немого кинематографа Веры Холодной. Обычно она играла роли «жертв греховных страстей, безжалостного рока, коварного соблазнителя, неспособных сопротивляться, летящих навстречу гибели, точно мотылёк на огонь».  И только в фильме «Шахматы жизни» её «героиня, дорогая содержанка воскрешалась, очищалась любовью, порывала со своим прошлым» .